# 肖恩·埃文斯
肖恩·埃文斯（英語：Shaun Evans，1987年10月21日—），澳大利亚足球裁判。
肖恩·埃文斯在2008年至2012年间一直是澳大利亞職業足球聯賽的助理裁判。2012年10月3日，他在2012–13年澳洲職業足球聯賽阿德萊德聯与纽卡斯尔联喷气机的比赛中首次出任主裁判。
肖恩·埃文斯执法了2013年中超联赛第3轮北京国安与广州恒大、第10轮北京国安与天津泰达、第13轮杭州绿城与北京国安的比赛。其中，前两场比赛是备受关注的重要比赛。